# Анания
Ана́ния (ивр. חנניה‎, греч. Ἀνανίας — «Бог милостив, благодать Божия, кого Бог даровал»; I век) — еврей-христианин из Дамаска, по преданию, признаётся одним из числа семидесяти апостолов, епископ Дамасский, священномученик.
Память совершается:
- в православной церкви: 1 (14) октября и 4 (17) января в день Собора Апостолов от семидесяти;
- в католической церкви: 25 января.

Анании Бог в видении открыл свой промысл о Савле, который до этого был жестоким гонителем христиан, а теперь сделавшимся избранным орудием Божьим, и он, посетив Савла в Дамаске, находившегося в слепоте, возложением на него своих рук возвратил ему зрение, крестил и ввёл в общество верующих с именем Павла (Деян. 9:10-18).
Анания был впоследствии епископом в Дамаске. Из Дамаска он пошёл в Елевферополь и там, указывая народу путь ко спасению и исцеляя больных, обратил многих к вере во Христа. В Елевферополе правитель Лукиан, поклонявшийся идолам, повелел народу взять Ананию, вывести его из города и побить камнями, отчего он и скончался мученической смертью. В то время случайно проходили там некоторые христиане из Дамаска; они взяли святое тело Апостола Христова, с честью перенесли его в Дамаск и похоронили в отечественном его городе.
Его житие и мучение находится в числе Метафрастовых житий святых (Patrologia Graeca, том 114)...Мощи святого апостола Анании перенесли в храм XVII века Сурб Зоравор в Ереване. Ранее святыня хранилась в кафедральном соборе Святого Эчмиадзина, передает «МИР 24». Анания жил в Дамаске во времена Христа и был одним из 70 апостолов. В Армению мощи святого попали в V веке